# Tetramorium placidum
Tetramorium placidum är en myrart som beskrevs av Bolton 1979. Tetramorium placidum ingår i släktet Tetramorium och familjen myror. Inga underarter finns listade i Catalogue of Life.